# Campionati del mondo di atletica leggera 2005 - Lancio del disco femminile
La gara di lancio del disco femminile ai Campionati del mondo di atletica leggera di Helsinki 2005 si è disputata nelle giornate del 7 agosto (qualificazioni) e 11 agosto (finale).

## Podio
| Posizione | Atleta                    | Paese     |
| --------- | ------------------------- | --------- |
| Oro       | Franka Dietzsch           | Germania  |
| Argento   | Natalya Sadova            | Russia    |
| Bronzo    | Věra Pospíšilová-Cechlová | Rep. Ceca |

## Qualificazioni

### Gruppo A
1. Věra Pospíšilová-Cechlová,  Rep. Ceca 64,26 m Q
2. Aimin Song,  Cina 64,15 m Q
3. Dragana Tomašević,  Serbia e Montenegro 62,02 m Q
4. Olena Antonova,  Ucraina 61,05 m Q
5. Joanna Wiśniewska,  Polonia 59,66 m q
6. Elizna Naude,  Sudafrica 58,93 m
7. Oksana Yesipchuk,  Russia 58,32 m
8. Marzena Wysocka,  Polonia 57,44 m
9. Neelam Jaswant Singh,  India 56,70 m (squalificata a seguito di un controllo antidoping)
10. Tereapii Tapoki,  Isole Cook 50,92 m
11. Aretha Thurmond,  Stati Uniti 47,15 m

### Gruppo B
1. Natalya Sadova,  Russia 63,65 m Q
2. Franka Dietzsch,  Germania 63,53 m Q
3. Nicoleta Grasu,  Romania 62,06 m Q
4. Anna Söderberg,  Svezia 59,94 m q
5. Beatrice Faumuina,  Nuova Zelanda 59,81 m q
6. Shuli Ma,  Cina 59,43 m q
7. Natalya Fokina,  Ucraina 59,30 m q
8. Yania Ferrales,  Cuba 58,38 m
9. Seilala Sua,  Stati Uniti 57,68 m
10. Becky Breisch,  Stati Uniti 57,16 m
11. Wioletta Potępa,  Polonia 56,31 m

## Finale
| Posizione | Atleta                    | Nazione       | Tentativi | Tentativi | Tentativi | Tentativi | Tentativi | Tentativi | Misura (m) | Note                                     |
| Posizione | Atleta                    | Nazione       | 1         | 2         | 3         | 4         | 5         | 6         | Misura (m) | Note                                     |
| --------- | ------------------------- | ------------- | --------- | --------- | --------- | --------- | --------- | --------- | ---------- | ---------------------------------------- |
| 1         | Franka Dietzsch           | Germania      | 64,89     | 64,08     | 64,36     | 66,56     | 65,29     | X         | 66,56      | Miglior prestazione personale stagionale |
| 2         | Natalya Sadova            | Russia        | 64,33     | 60,63     | 61,28     | 62,31     | 62,68     | 61,59     | 64,33      |                                          |
| 3         | Vera Pospíšilová-Cechlová | Rep. Ceca     | 60,76     | 63,00     | X         | X         | 63,19     | X         | 63,19      |                                          |
| 4         | Beatrice Faumuina         | Nuova Zelanda | 62,73     | X         | 57,70     | 61,01     | 60,94     | 57,42     | 62,73      |                                          |
| 5         | Nicoleta Grasu            | Romania       | 55,75     | X         | 62,05     | X         | X         | 61,49     | 62,05      |                                          |
| 6         | Shuli Ma                  | Cina          | 59,21     | 58,38     | 61,33     | 58,15     | 58,22     | 59,36     | 61,33      |                                          |
| 7         | Dragana Tomašević         | Serbia        | 60,56     | X         | X         | X         | 56,26     | 56,30     | 60,56      |                                          |
| 8         | Olena Antonova            | Ucraina       | 59,37     | 59,08     | 57,71     | 56,35     | X         | 56,19     | 59,37      |                                          |
| 9         | Natalya Fokina-Semenova   | Ucraina       | 58,44     | 57,20     | 55,09     |           |           |           | 58,44      |                                          |
| 10        | Song Aimin                | Cina          | 55,98     | 57,90     | X         |           |           |           | 57,90      |                                          |
| 11        | Anna Söderberg            | Svezia        | X         | 57,41     | X         |           |           |           | 57,41      |                                          |
| 12        | Joanna Wiśniewska         | Polonia       | 57,06     | 55,64     | X         |           |           |           | 57,06      |                                          |